# Bánudvard
Bánudvard (1899-ig Dvorecz, szlovákul Dvorec) község Szlovákiában, a Trencséni kerületben, a Báni járásban.

## Fekvése
Bántól 2 km-re délnyugatra fekszik.

## Története
A mai község területén már az újkőkorszakban emberi település állt, de a bronzkorban és a nagymorva időszakban is állt itt erődített település.
Udvardot 1455-ben „Odwarcz” alakban említik először. 1469-ben „Dwhoreczk”, 1472-ben „Odworcz”, 1520-ban „Dvorecz” néven említik. 1598-ban 6 nemesi ház állt a faluban. 1784-ben 25 házában 35 családban 144 lakos élt.
A 18. század végén Vályi András így ír róla: „DVORETZ. Tót falu Trentsén Vármegyében, földes Urai Ugronovits, és más Urak, lakosai katolikusok, fekszik Nagy Chlivennek szomszédságában, ’s ennek filiája, határbéli földgye termékeny, ’s szép javaihoz képest, első Osztálybéli.”
1828-ban 32 háza volt 205 lakossal. Lakosai mezőgazdasággal, fakereskedéssel foglalkoztak.
Fényes Elek 1851-ben kiadott geográfiai szótárában így ír a faluról: „Dvorecz, Trencsén, most A. Nyitra vm. tót falu, 155 kath., 12 ev., 26 zsidó lak. Földje nagyon középszerü. Lakosi fával kereskednek. F. u. többen. Ut. p. Ny. Zsámbokrét.”
A trianoni békéig Trencsén vármegye Báni járásához tartozott.

## Népessége
| Év:            | 1994. | 2004.    | 2014.   | 2024.    |
| -------------- | ----- | -------- | ------- | -------- |
| Emberek száma: | 380   | 426      | 428     | 513      |
| Eltérés:       |       | +12,10 % | +0,46 % | +19,85 % |

| Év:            | 2023. | 2024.   |
| -------------- | ----- | ------- |
| Emberek száma: | 488   | 513     |
| Eltérés:       |       | +5,12 % |

1910-ben 227, túlnyomórészt szlovák anyanyelvű lakosa volt.
2001-ben 423 lakosából 415 szlovák volt.
2011-ben 425 lakosából 407 szlovák volt.

## Nevezetességei
- Rokokó stílusú kastélya a 18. század második felében épült. A 19. században bővítették, 1902-ben átépítették.